# Malaga (Kalifornija)
Malaga je naseljeno područje za statističke svrhe u američkoj saveznoj državi Kalifornija. Prema popisu stanovništva iz 2010. u njemu je živjelo 947 stanovnika.